# Washington Cemetery (Brooklyn)
Le cimetière Washington de Brooklyn est un cimetière américain construit en 1850, devenu à partir de 1857, le plus grand cimetière juif de New York. Parmi les célébrités inhumées on trouve Abraham Goldfaden, Eliakum Zunser, Helen Levitt, Lilyan Tashman, Jack Zelig (en),, les parents d'Irving Berlin Moses Belin et Lena Leah Lipkin Baline. Il y a 100 000 tombes réparties sur 40 hectares.